# 王家鸞
王家鸞（1882年—1942年），字伯奮，廣東省番禺縣沙頭人，畢業，工科進士。

## 生平[2]
- 初就讀廣州嶺南學堂，後考取官費留學，在美國鳥畢活紡織學堂（新貝德福德紡織特許學校，NEW Bedford Textile School）留學[3]。
- 宣統三年（1911年）九月，經學部驗看考試，得80分[4]，列最優等，賞給工科進士。[5]
- 庚款築路期成會編譯股幹事
- 先後任教於廣東優級師範學校、北京工業專門學校、北京大學、河北紡織學院，歷任教授、系主任。並歷任武昌日暉呢絨廠、北京清河呢革廠、 北京三新染織廠總工程師。